# Huile alimentaire
 (novembre 2010).
Si vous disposez d'ouvrages ou d'articles de référence ou si vous connaissez des sites web de qualité traitant du thème abordé ici, merci de compléter l'article en donnant les références utiles à sa vérifiabilité et en les liant à la section « Notes et références ».

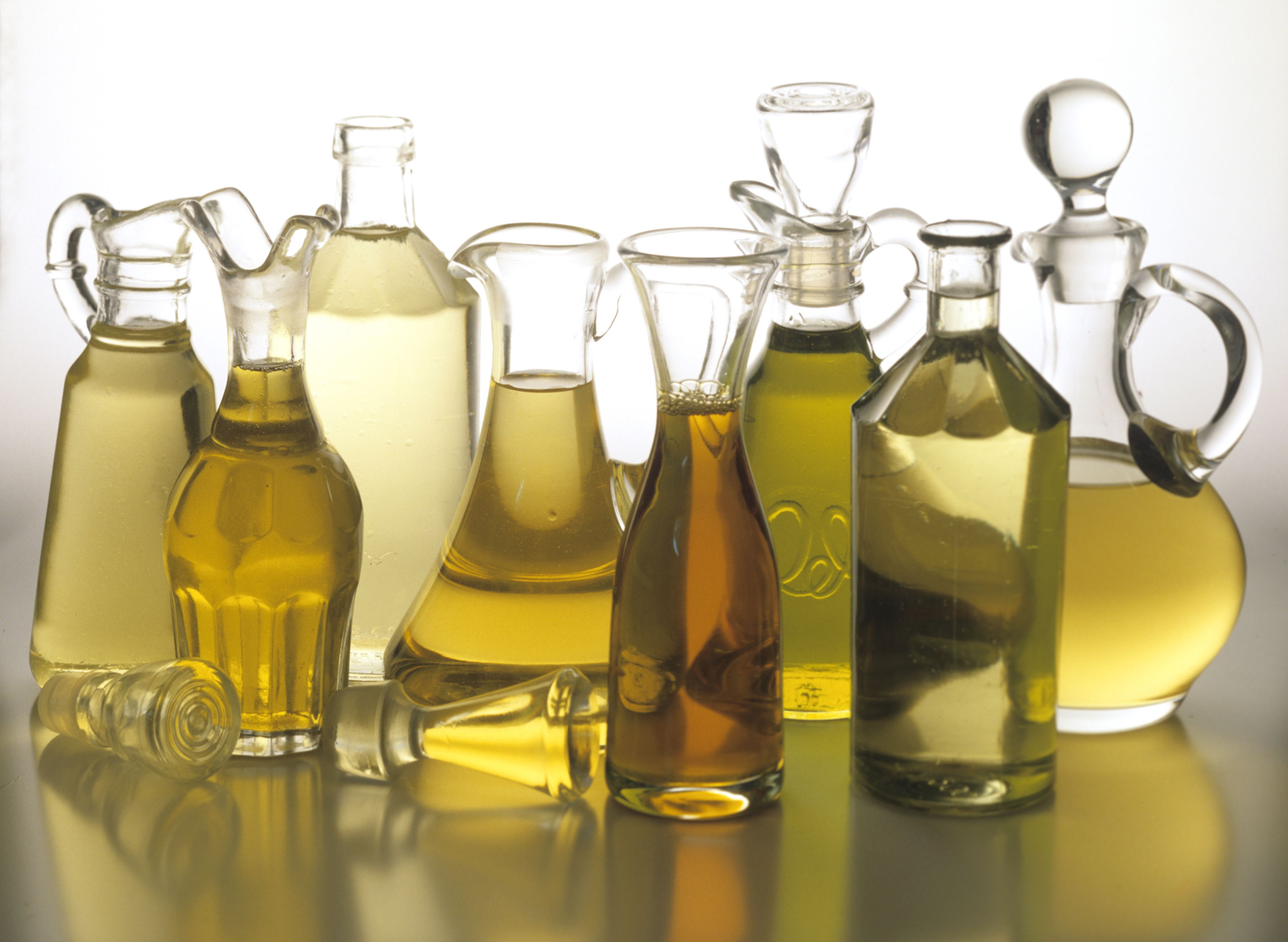
Différentes huiles alimentaires

Une huile alimentaire est une huile végétale comestible, fluide à la température de 15 °C produite par le secteur agroalimentaire quand elle est destinée à la commercialisation.

## Composition
Les huiles alimentaires sont constituées à 100 % de lipides (environ 99 % de triglycérides, le reste étant composé principalement de lécithines - suivant l'huile - et de vitamine E), elles ne contiennent pas d'eau et sont très caloriques. Les huiles sont un mélange de triglycérides (i.e. esters glycériques d'acides gras) différents dont la composition moyenne est connue. Leur teneur élevée en acides gras mono-insaturés ou poly-insaturés est bénéfique pour la santé. Chaque huile a une composition en acides gras différente, :
| Acides gras majoritaires dans la composition des huiles | |                          | |
| saturés                                                 | mono-insaturés | poly-insaturés           | poly-insaturés |
|                                                         | oméga-9 | oméga-3                  | oméga-6 |
| Coco / Coprah Palme                                     | Amande Arachide Argan Avocat Colza Lorenzo Neem Noisette Noix de cajou Noix de macadamia Olive Pistache Palme (oméga7) Riz Tournesol oléique | Cameline Lin Sacha Inchi | Bourrache Carthame Chanvre Coton Germe de blé Maïs Noix Œillette Onagre Orge Graines de courge Pépins de raisin Pois Sésame Soja Tournesol |

On peut mesurer le degré d'insaturation global d'une huile végétale en recherchant son indice d'iode. Plus celui-ci est élevé, plus l'huile contient des acides gras (AG) insaturés.
La vitamine E est liposoluble, c'est-à-dire soluble dans l'huile. Les huiles alimentaires contiennent de la vitamine E ou tocophérol. Antioxydante, la vitamine E protège les corps gras contre l'oxydation. Une partie de la vitamine E des huiles raffinées a été éliminée lors du processus de raffinage, on peut en rajouter juste avant l'embouteillage.
Les margarines, par rapport aux huiles, sont des produits solides à température ambiante. Ce sont souvent des mélanges d'huiles végétales partiellement hydrogénées (palme, palmiste, coprah, tournesol, colza), l'hydrogénation élevant le point de fusion des triglycérides. Les margarines contiennent aussi 20 % d'eau ou de lait. Dans l'industrie, sont utilisées des margarines sans eau appelées « shortening ». Le beurre est également un mélange de triglycérides spécifique, dont la consistance est assurée par la présence d'eau (12 à 14 %). Le beurre dont l'eau est supprimée se nomme « huile de beurre » ou « butteroil en anglais ». Cette huile est utilisée dans l'industrie agroalimentaire.

## Utilisation
Elles sont couramment utilisées en cuisine pour assaisonner les salades, comme corps gras de cuisson et friture. Dans l'industrie, elles sont largement utilisées pour les mêmes usages, mais en quantités beaucoup plus importantes.
Pour chaque huile, il existe un point de fumée (ou température critique) qu'il ne faut pas atteindre ou dépasser. Quand l'huile atteint le point de fumée, ses composants se dégradent, forment des composés toxiques (benzopyrène, acroléine) et l'huile fume. C'est pour cela que certaines huiles comme l'huile de noix dont le point de fumée est bas sont déconseillées pour la cuisson. Il est préférable de jeter une huile qui a fumé, ou même moussé.  
La plupart des huiles vierges ou non raffinées  fument à moins de 170° et sont donc impropres à la friture voire à la cuisson. D'autres ne supportent pas un chauffage modéré et sont utilisées exclusivement pour l'assaisonnement : l’huile de noix, l’huile de lin, l'huile de sésame et les huiles de carthame, de maïs et de soja pressées à froid.
Température critique de quelques huiles :
| Origine         | Températures critiques en °C                         |
| --------------- | ---------------------------------------------------- |
| arachide        | 232 (raffiné), 160 (non-raffiné)                     |
| avocat          | 271                                                  |
| carthame        | 200                                                  |
| coco            | 232 (raffiné), 177 (non-raffiné)                     |
| colza           | 204 (raffiné), 177 (semi-raffiné), 107 (vierge)      |
| olive           | 242 (raffiné), 216 (vierge), 191 (vierge-extra)      |
| tournesol       | 232 (raffiné ou semi-raffiné), 107 (non-raffiné)     |
| pépin de raisin | 216 (raffiné)                                        |
| sésame          | 232 (semi-raffiné), 177 (non-raffiné)                |
| soja            | 232 (raffiné), 177 (semi-raffiné), 160 (non-raffiné) |
| germe de maïs   | 232 (raffiné), 160 (non-raffiné)                     |
| noix            | 204 (semi-raffiné), 160 (non-raffiné)                |
| pépin de courge | 140                                                  |
| palme           | 240 à 260                                            |

Pour comparaison, le beurre a un point de fumée de 150 °C.
La friture est une cuisson par immersion totale ou partielle dans un bain d'huile alimentaire porté à une température d'environ 150 °C variable selon le résultat souhaité : pour les pommes de terre frites, il faut atteindre et ne pas dépasser 180 °C. L'huile utilisée (le plus souvent des huiles d'arachide, de palme, de tournesol et/ou de soja, parfois hydrogénée, souvent en mélange) doit être surveillée car les triglycérides se dégradent au long des cycles d'utilisation. Dans l'industrie et la restauration, on mesure le taux de composés polaires qui doit rester inférieur à 25 % selon la réglementation. Un filtrage continu du bain d'huile permet de ralentir la dégradation.
Historiquement, les huiles alimentaires ont été utilisées pour la conservation de la viande.

## Conservation
Les huiles doivent être protégées de l'air et de la lumière (à cause de l'oxydation), ainsi que de la chaleur. La réaction d'oxydation ou rancissement se produit lorsque les acides gras insaturés fixent l'oxygène de l'air : les doubles liaisons sont cassées et elles sont remplacées par des liaisons avec des atomes d'oxygène. L'oxydation a lieu plus vite sous l'effet des rayons ultraviolets, de la chaleur ou en présence d'ions métalliques comme le Fe2+ ou Cu2+. Elle modifie le goût et des composés indésirables (acides gras libres et peroxydes) apparaissent, qui peuvent être dangereux pour la santé.
Les huiles pressées à froid contiennent naturellement plus de substances antioxydantes que les huiles raffinées. Lorsque les antioxydants contenus dans l'huile sont épuisés, elle commence à rancir : elle prend un goût âcre et une odeur désagréable (elle n'est alors plus consommable).
Certains extraits de plantes comme le romarin, le sauge, le thé ainsi que des mélanges de tocophérols ou le palmitate d'ascorbyle ont été étudiés pour leurs propriétés antioxydantes dans les huiles.
Les huiles vierges pré-emballées peuvent se conserver jusqu'à un an dans leur bouteille d'origine, à l'abri de la lumière de préférence; après ouverture, il faut les mettre :
- à l'abri de la lumière (à température ambiante ou au réfrigérateur) : pour les huiles d'arachide, de carthame oléique, d'olive, de pépins de courge, de tournesol oléique ou de sésame ;
- au froid et pas plus de 6 mois pour les plus riches en acides gras poly-insaturés ;
- au froid entre 1 et 3 mois pour les plus riches en acides alpha-linoléniques ;
- l'huile de lin est à consommer très rapidement (depuis 2008, elle est à nouveau autorisée à la vente (en mélange) pour l'alimentation par les autorités françaises).

Certaines huiles ont tendance à se solidifier en formant des « flocons » à 4 °C : ce phénomène n'a aucune incidence sur leur qualité et ces amas redeviennent liquides à température ambiante. Les huiles les plus riches en acides gras mono-insaturés (comme l'huile d'olive) se figent complètement, il est donc plus pratique de les conserver à température ambiante.
Les huiles majoritairement trouvées dans la grande distribution sont des huiles raffinées, plus stables, et sans arrière-goût végétal car les mucilages, les gommes, la lécithine et d'autres composés végétaux indésirables ont été éliminés lors du raffinage. Plus une huile contient des acides gras poly-insaturés, plus elle nécessite de précautions pour sa conservation. Mais son intérêt nutritionnel est plus grand également (voir le paragraphe Composition).

## Économie
Six espèces végétales seulement assurent plus de 90 % de la production mondiale d'huile pour la consommation humaine : palme, soja, colza, tournesol, arachide, coton. La survie de la population mondiale dépend de la production de ces quelques espèces pour la partie lipidique de sa ration alimentaire ; cela constitue un risque certain pour son avenir et présente des enjeux politiques et économiques importants.
| Production mondiale d'huiles végétales en millions de tonnes Année 2010 |       |       |
| Huile de palme                                                          | 45,1  | 34 %  |
| Huile de soja                                                           | 39,8  | 30 %  |
| Huile de colza                                                          | 22,5  | 17 %  |
| Huile de tournesol                                                      | 12,6  | 9,5 % |
| Huile d'arachide                                                        | 5,1   | 3,9 % |
| Huile de coton                                                          | 4,6   | 3,5 % |
| Huile de maïs                                                           | 2,3   | 1,7 % |
| Total                                                                   | 132,0 | 100 % |

Environ 15 % de la production d'huiles végétales alimentaires est destiné à l'industrie (hors alimentaire et biocarburants).

## Liste des principales huiles alimentaires

### Selon les végétaux dont elles sont extraites
En cuisine, il existe une grande variété de végétaux susceptibles de fournir des huiles alimentaires de qualités variées :
- Algue  : huile d'algue
- Amande : huile d'amande extraite du noyau des amandes. C'est une huile délicate et très peu colorée, avec un arôme et un goût d'amande prononcés, mais elle est relativement chère.
- Arachide : huile d'arachide, extraite de l'arachide. c'est une huile claire très polyvalente qui convient bien aux plats cuisinés asiatiques préparés au wok.
- Arganier : huile d'argan
- Avocat : huile d'avocat. C'est une huile riche en acides gras mono-insaturés, qui s'utilise à froid dans les vinaigrettes et la mayonnaise, et pour parfumer les grillades de viande blanche et de poisson.
- Blé : huile de germe de blé. C'est une huile riche en acides gras polyinsaturés et en vitamine E. Elle a des usages cosmétiques surtout.
- Cameline : huile de cameline, la cameline est une des plus anciennes plantes oléagineuses connues. Elle est riche en acide α-linolénique.
- Carthame : huile de carthame. Le carthame connu sous le nom de safran bâtard, produit une huile légère, riche en acides gras polyinsaturés. Elle est excellente pour les assaisonnements et pour faire une mayonnaise légère.
- Chanvre : huile de chanvre ou de chènevis, obtenue à partir des graines du chanvre.
- Colza : huile de colza (ou canola), extraite des graines de colza. Elle peut être raffinée. Elle peut être vierge et dénommée nouvelle huile vierge de colza si sa teneur en acide érucique est inférieure à 5 %. Elle est très pauvre en acides gras saturés.
- Coton : huile de coton, extraite des graines des capsules de coton.
- Coprah : huile de coprah ou huile de noix de coco, obtenue à partir de la chair de la noix de coco.
- Graine de courge : huile de graines de courge, extraite des graines de courges. C'est une huile de couleur foncée à la saveur de noisette, excellente avec les salades.
- Eucalyptus : huile d'eucalyptus, spécialité australienne, cette huile claire et parfumée s'utilise dans les desserts avec du caramel ou du miel, dans les sauces contenant de la coriandre, de l'ail ou du miel. On peut aussi la badigeonner diluée sur le saumon fumé ou les viandes grillées. Le goût est cependant puissant.
  - Huile de menthe  australienne, spécialité australienne, au goût très puissant de menthe poivrée et d'eucalyptus. Elle est utilisée avec parcimonie pour parfumer la crème, le lait, l'huile, le vinaigre ou le bouillon.
  - Huile de myrte citronné, spécialité australienne, parfumée au Lemon-grass, citron et citron vert. C'est une huile de couleur jaune clair, utilisée juste avant de servir et avec parcimonie, pour aromatiser la crème, le lait, les desserts, mais aussi l'huile, le vinaigre, les sauces, et les soupes.
- Figuier de Barbarie : huile de figue de Barbarie, extraite du noyau du fruit. En raison de sa faible capacité de production et de son coût très élevé, cette huile est encore peu répandue dans l'alimentation. Elle est déjà reconnue dans le secteur des cosmétiques (lotion hydratante, nourrissante et adoucissante).
- Karité : beurre de karité
- Lin : huile de lin
- Maïs : huile de maïs, extraite des germes des grains de maïs. C'est une huile à frire peu onéreuse à l'achat, très utilisée en Amérique du Nord. Lorsqu'elle est non raffinée, elle a un goût prononcé de maïs.
- Moutarde : huile de moutarde, extraite des graines de moutarde. C'est une huile très pauvre en acides gras saturés, et n'a pas le goût de moutarde.
- Noisette : huile de noisette, extraite des noisettes pressées. C'est une huile peu colorée, avec une saveur très parfumée, excellente dans les salades.
- Noix : huile de noix
  - Huile de noix « raffinée » extraite mécaniquement de noix considérées habituellement comme non comestibles. L'huile ainsi extraite est alors raffinée pour éliminer toutes les impuretés. L'huile de noix raffinée n'a pas de goût, ni d'odeur et ne présente qu'un très faible niveau de vitamine E, phytostérols et polyphénols.
  - Huile de noix « pure » assemblage à froid ou à chaud d'huile de noix « raffinée » et d'huile de noix « vierge ». C'est le produit courant dans la grande distribution. Il présente l'avantage d'avoir en partie le goût de l'huile de noix vierge à un prix concurrentiel.
  - Huile de noix « vierge » extraite à partir des cerneaux de noix pressées. C'est une huile peu colorée, avec une saveur très parfumée, excellente dans les salades, avec certains légumes, les fromages, etc. Cependant c'est une huile onéreuse du fait des nombreuses étapes manuelles pour la produire et qui peut se rancir assez rapidement si on n'y prend garde (conservation au froid impérative).
- Noix de macadamia : huile de noix de macadamia, spécialité australienne, extraite à partir des noix de macadamia pressées. C'est une huile de couleur jaune clair, utilisée pour aromatiser salades et légumes.
- Olive : huile d'olive
  - Huile d'olive vierge extra, extraite à partir de la première pression à froid d'olives fraîches, elle a une couleur jaune ou verte caractéristique « vert olive ». Elle n'a pas de défaut organoleptique et son acidité doit être inférieure à 0,8 %. Elle est riche en antioxydants et s'utilise en assaisonnements, sur les fromages et dans les plats froids.
  - Huile d'olive vierge, également extraite à partir de la première pression à froid d'olives fraîches, mais son acidité, exprimée en taux d'acide oléique, peut aller jusqu’à 2 %, et peut comporter des défauts organoleptiques jusqu'à 3,5/10, comme le rance ou le moisi.
  - Huile d'olive composée d'huile d'olive raffinée et d'huile d'olive vierge raffinée, extraite à chaud ou résultant d'un mélange d'huiles d'olives. Elle a un goût plus neutre et peut s'utiliser en friture et dans les assaisonnements.
- Onagre : huile d'onagre.
- Palmier à huile : huile de palme est une huile extraite par pression à chaud de la pulpe des fruits du palmier à huile. De couleur rouge, elle est appréciée pour l'alimentation (friture, fabrication de margarines…). L'huile de palmiste, de couleur blanche, extraite des graines décortiquées, à haute teneur en acidité, est surtout utilisée dans l'industrie (savons, lubrifiants, bougies…). Ces deux huiles sont riches en acides gras saturés et sont à l'état solide à température ambiante (on devrait alors plutôt parler de graisses).
- Pavot : huile d'œillette, obtenue à partir des graines de pavot bleu.
- Pistache : huile de pistache, extraite à partir des pistaches pressées. C'est une huile colorée, riche en acides gras mono-insaturés. Elle donne un goût agréable de pistache aux vinaigrettes, marinades et salades à bases de fruits oléagineux.
- Raisin : huile de pépins de raisin, extraite des pépins de raisin. C'est une huile légère, avec une couleur dorée, très goûteuse, elle rehausse le goût des assaisonnements et peut s'utiliser aussi en friture.
- Ricin : huile de ricin, utilisée comme additif alimentaire, et en médecine naturelle, comme purgatif ; elle est aussi présente, en faible quantité, comme excipient dans de nombreuses spécialités pharmaceutiques.
- Sésame : huile de sésame, extraite des graines de sésame. Elle a un goût très puissant. C'est une huile très pauvre en acides gras saturés, utilisée en assaisonnement.
- Soja : huile de soja, extraite des graines de soja. C'est une huile qui n'est pas adaptée à la friture, comme toutes les huiles contenant des poly-insaturés (environ 60 % dans le cas de l'huile de soja).
- Tournesol : huile de tournesol, extraite des graines de tournesol. C'est une huile plutôt légère, excellente pour la friture et la vinaigrette. On peut la trouver en « extra vierge ».
- Sacha inchi : huile de sacha inchi, extraite des graines de sacha inchi. Une huile au goût léger provenant de l'Amazonie du Pérou avec un contenu de 48 % d'oméga 3.
- Souchet : huile de souchet

### Selon les appellations, mélanges ou préparations
- Huile vierge, de première pression à froid, voir le paragraphe consacré.
- Huile alimentaire, mélange d'huiles. Ce sont des huiles raffinées proposées par les huiliers industriels, qui sont fabriquées à partir d'un mélange étudié et équilibré de différentes huiles, dont la recette est propre à chaque huilier. Elles sont un peu plus onéreuses que les huiles de base (tournesol, colza, arachide) mais sont d'un très bon rapport qualité/prix dans la recherche d'un bon équilibre alimentaire.
- Huile végétale courante, également raffinée, fabriquée à partir d'un mélange de végétaux. C'est une huile claire et neutre, apte à la friture et peu onéreuse à l'achat.
- Huile végétale raffinée et hydrogénée, aussi appelée " Hydro " en industrie. Elle est préparée après sélection et transformation industrielle d'huiles végétales riches en acides gras polyinsaturés, et s'utilise dans la cuisine industrielle, en friture et pour beurrer les moules. L'intérêt technique de ces huiles hydrogénées est la bonne tenue en température et la stabilité. La technique d'hydrogénation fait apparaître des acides gras trans dont on a montré récemment le danger réel pour la santé, en conséquence plusieurs pays ont légiféré sur la teneur maximale en acides gras trans.
- Huile aromatisée, elles sont souvent fabriquées artisanalement, à partir d'huile d'olive « extra-vierge » à laquelle sont ajoutés diverses herbes et condiments au goût et selon la recette de chaque préparateur : fines herbes, épices diverses, condiments divers, laurier, ail, piments. Le secret est de tenir au chaud l'huile aromatisée pour que tous les arômes s'exhalent lentement (au-delà de 28 °C).
- Huile pimentée, spécialité asiatique, est obtenue par la macération de piments dans de l'huile, ou par friture d'ail et de piments séchés hachés, ce qui lui donne une belle coloration orangée. Elle est en général très forte et est utilisée pour corser les plats en cours de cuisson ou est laissée sur la table à la disposition des convives.

## Fabrication
Il existe deux grands processus de fabrication :
- méthode mécanique : qui permet d'obtenir l'appellation huile vierge, cette appellation est réglementée strictement par l'Union Européenne;
- méthode industrielle : qui donne les huiles raffinées, obtenues par trituration (pressage) puis extraction par solvant à haute température suivi du raffinage (suite de procédés chimiques); elles sont parfois même recolorées.

L'huile alimentaire peut être extraite de :
- fruits charnus (tels que l'olive)
- fruits à coque
- germes de céréales
- graines d'oléagineux
- légumineuses

### Huile vierge
L'huile vierge est issue d'une seule pression à froid, d'où la dénomination complète huile vierge de première pression à froid sans additifs. Elle possède tous ses nutriments (vitamines, oméga-3, oméga-6…) et aussi des substances comme des cires, mucilages, et elle a donc souvent une saveur plus végétale et parfois une couleur plus marquée. Elle est toujours pure (pas de mélange des matières premières ni des produits finis).
Étapes de la pression à froid :
- nettoyage des fruits ou des graines pour éliminer les impuretés (qui peuvent altérer le goût) ;
- certaines graines sont partiellement décortiquées, comme le tournesol ;
- certains fruits doivent être chauffés à la vapeur (maïs, pépins de raisin) à 50 °C maximum ;
- certains fruits sont broyés préalablement au pressage proprement dit (olives) ;
- pressage dans une presse à vis tournant très lentement afin d'éviter l'échauffement mécanique de l'huile ;
- centrifugation pour les produits oléagineux ;
- clarification par décantation à faible température et filtration (avec du papier buvard ou de la toile végétale).

L'huile vendue sous cette dénomination ne doit subir aucun autre traitement ni comporter d'additifs.
Le résidu obtenu après pressage, appelé tourteau, peut encore contenir jusqu'à 20 % d'huile (après la première pression). Par exemple, l'olive donne un bon rendement mais le pépin de raisin doit être chauffé.

### Huile raffinée
Les procédés industriels permettent d'extraire quasiment toute l'huile des graines. Le détail des procédés diffère selon la graine concernée mais les étapes généralement suivies sont :
- trituration (précédée éventuellement d'un chauffage ou d'une cuisson puis d'un broyage) : la graine riche en huile est pressée par un procédé mécanique (vis sans fin par exemple). On obtient de l'huile brute et du tourteau (expeller cake) qui contient encore de l'huile. Cette première étape concerne par exemple le colza et le tournesol.
- traitement d'extraction par solvant. On ajoute de l'hexane qui est versé sur le tourteau gras et mélangé, le tout est chauffé puis les vapeurs sont condensées, l'hexane est séparé sous vide vers 60-65 degrés. Pour le soja, on commence directement par un broyage et l'extraction à l'hexane car la teneur en huile est assez faible.
- traitement des huiles brutes obtenues par centrifugation pour enlever les résidus solides éventuels.
- raffinage des huiles brutes : neutralisation (de la soude caustique élimine les acides gras libres et les gommes), clarification à l'argile, filtration, démucilagination (ou dégommage), désodorisation (chauffage vers 240 degrés sous vide avec de la vapeur d'eau), décoloration et autres filtrations. Le raffinage extrait aussi la lécithine, par exemple, pour le soja, qui est ensuite purifiée et utilisée dans l'industrie alimentaire.
- les huiles raffinées sont soit embouteillées immédiatement et conservées à l'abri de la lumière, soit entreposées en vrac.
- tourteaux : ceux-ci peuvent être cuits ("toastés") pour améliorer leur valeur nutritionnelle en alimentation animale. Les tourteaux sont riches en protéines.

Les opérations de raffinage modifient la composition de l'huile d'une part en détruisant des composants bénéfiques pour la santé, tels que les anti-oxydants comme la vitamine E, et peuvent altérer la composition par inter-estérification. D'un autre côté, les cires et les gommes sont éliminées, et les huiles n'ont plus d'odeur désagréable après le raffinage, la stabilité à la chaleur et la conservation sont très améliorés. Il est courant de rajouter, en fin de chaîne, de la vitamine E de synthèse pour rétablir le niveau initial.
Des composés indésirables toxiques apparaissent lors des opérations de raffinage à haute température, l'industrie s'attache à limiter ces composés. Les huiles non raffinées ne résistent pas à la friture ou à une cuisson à haute température.

## Recyclage ou valorisation des huiles alimentaires dégradées (HAU)
Les huiles usagées (huiles de friture, de cuisson et « de fond de poêle ») issues des processus de l'industrie agroalimentaire, des restaurants, de la restauration collective et des métiers de bouche (dont traiteurs et charcutiers).
Dans la nature, elles forment spontanément un film asphyxiant sur l'eau et contribuent à la pollution organique (la responsabilité du détenteur peut être concernée en cas de pollution. Dans la plupart des pays, elles ne doivent pas être jetées dans le réseau d'évacuation des eaux usées ni dans l'environnement en général, ni jetées avec les ordures ménagères (ainsi en France le Code de la Santé Publique prévoit l'interdiction absolue de rejet des huiles alimentaires dans les rejets d'eaux usées (article R. 1331-2). L'article L.1331-10 précise que déverser, sans autorisation, dans les égouts publics, des eaux usées, autre que domestiques entraîne une contravention de 5e classe. La récidive de la contravention au présent article est punie conformément à l'article 132-11 du Code pénal).
En France, les huiles alimentaires usagées sont classées parmi les déchets non dangereux et plus particulièrement parmi les biodéchets, sous deux codes de nomenclatures : 19 08 09 (mélanges de graisses et d'huiles provenant de la séparation huile/eaux usées contenant seulement des huiles et graisses alimentaires) et 20 01 25 (huiles et matières grasses alimentaires).
Depuis le 1er janvier 2012, leur tri sélectif avec élimination dans une filière spécialisée est obligatoire, à partir d'un seuil spécifique de production annuelle (seuil fixé par arrêtés ministériels et qui diminue avec le temps : seuls les gros producteurs sont concernés puis les petits producteurs). Au 1er janvier 2016, le seuil à partir duquel il était obligatoire de valoriser une production de déchets d'huile alimentaire était de 60 L / an par site (et non pour la production totale d'une entreprise ayant plusieurs locaux). Les restaurateurs et gros producteurs disposent de filières spécifiques. Certains opérateurs collectent gratuitement, voire achètent les grosses quantités d'huiles alimentaires usagées. Les entreprises et artisans de l'alimentation n'ont, en général, pas accès aux déchetteries et doivent faire appel à des sociétés spécialisées dans la collecte des huiles alimentaires usagées. Les particuliers doivent se renseigner auprès d'une déchetterie afin de faire éliminer leurs huiles alimentaires usagées.
Ces huiles usagées peuvent être recyclées pour produire du carburant (biodiesel). Pour satisfaire ses besoins, l'Union européenne envisage l'importation de used cooking oil  (« huile de cuisine usagée ») (UCO). Cela pourrait conduire à ce que les pays exportateurs d'UCO aient recours à davantage d'huile de palme,.
Les locaux et installations de stockage et traitement de ces huiles sont soumis à la réglementation relative aux installations classées (sites ICPE).